# Ogród Różańcowy w Chełmie

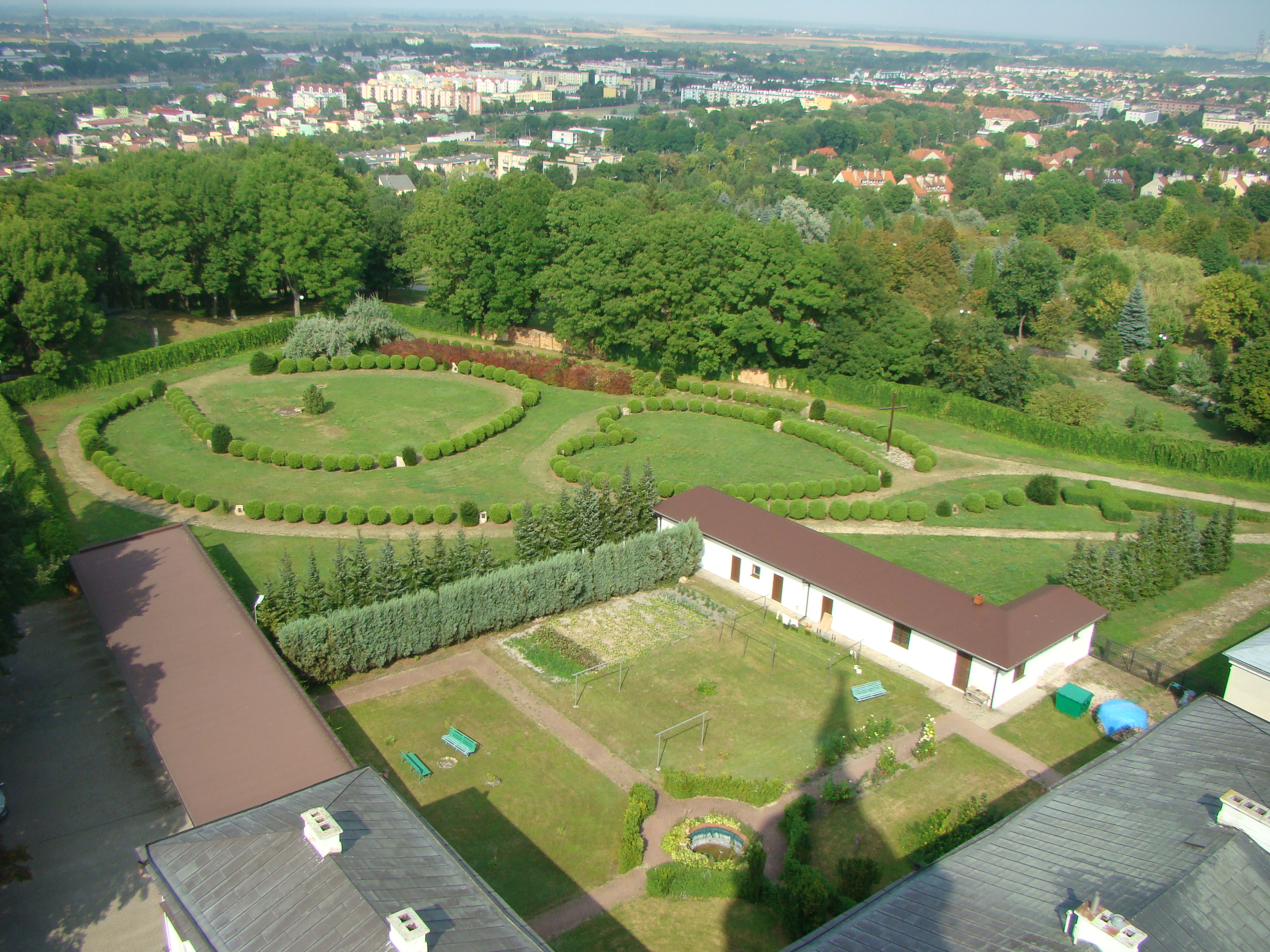
Widok na Ogród Różańcowy z dzwonnicy

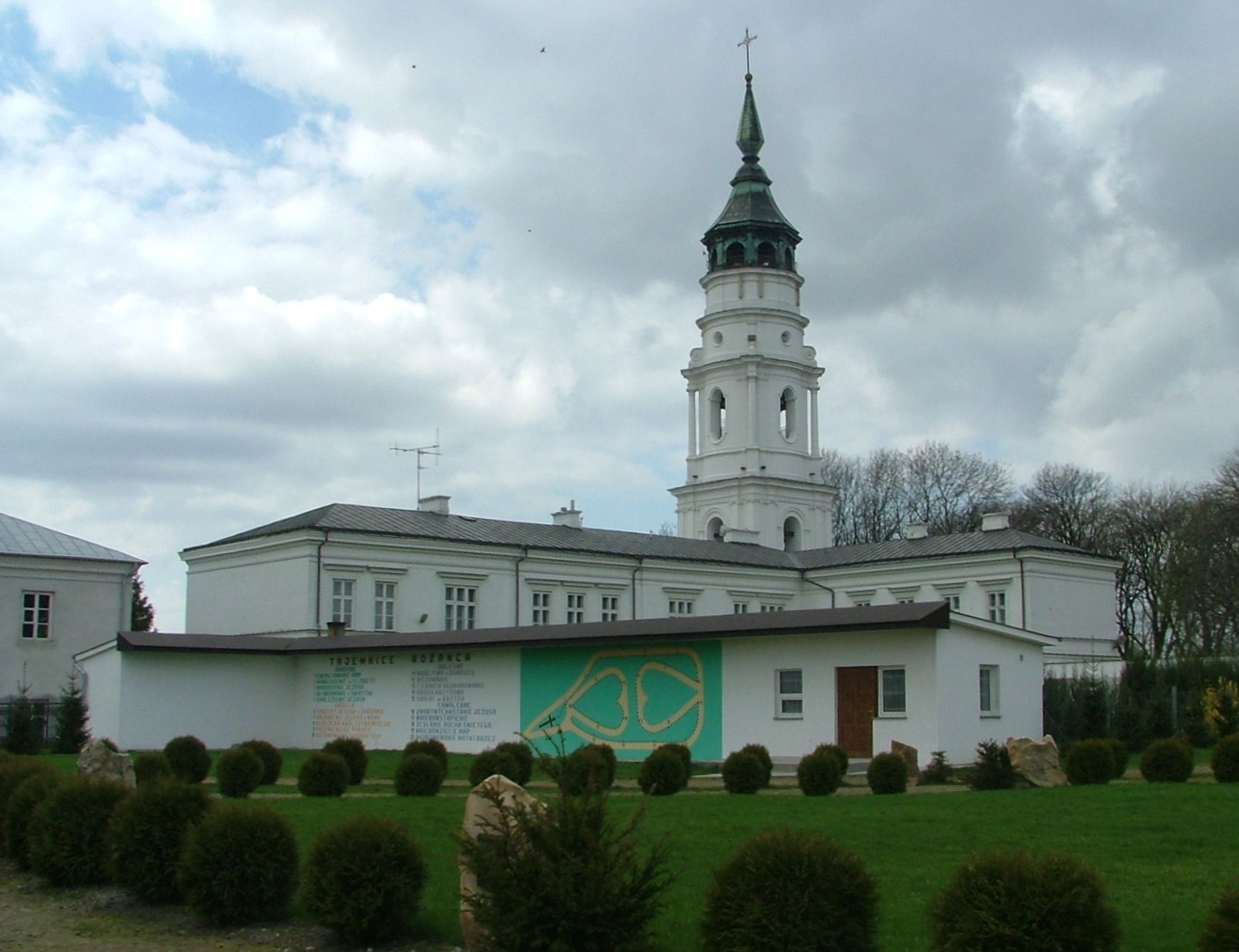
Ogród Różańcowy, na budynku widoczny plan ogrodu oraz tajemnice różańca

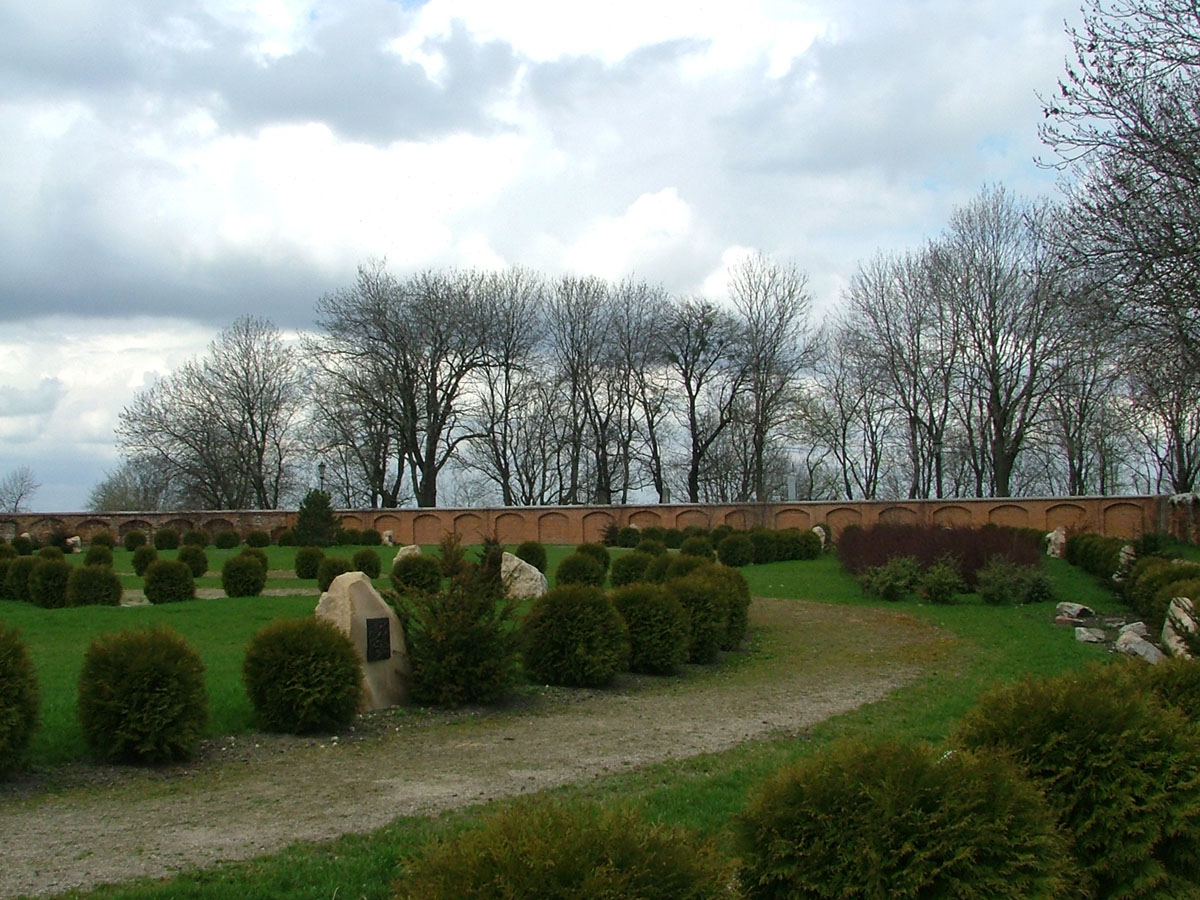
Ogród Różańcowy

Ogród Różańcowy, Zielony Różaniec, Ogród Matki Bożej, Rosarium - ogród (różaniec wymodelowany z zielonych krzewów) urządzony na terenie podwórza chełmskiego klasztoru bazylianów,  Inicjatorem stworzenia ogrodu-różańca był kustosz ks. inf. Kazimierz Bownik, natomiast główną projektantką Małgorzata Leśniewska. 
Prace nad budową ogrodu rozpoczęły się wiosną 2004 r. 9 września 2004 r. podczas dorocznego odpustu odbyło się jego poświęcenie. 
16 października 2005 r. poświęcono wykonane z brązu tablice - 20 tajemnic różańcowych, zaprojektowanych przez Stanisława Stopyra. Przytwierdzono je do naturalnych głazów. Jan Szewczyk, miejscowy rzeźbiarz wykuł na nich tytuły tajemnic i nazwiska fundatorów.
Ogród ma kształt dwóch serc (Serca Matki i Serca Syna). Roślinność na jego terenie tak została dobrana aby obrazowała kolorem i kształtem tajemnice różańcowe, przy każdej posadzono innego rodzaju krzewy i zrobiono inne kompozycje:
- tajemnica Radosna - jasne kolory krzewów;
- tajemnica Modlitwy Jezusa w Ogrójcu - drzewa oliwne;
- tajemnica Biczowania - czerwone krzewy;
- tajemnica Koronowania Cierniem - krzewy kolczaste;
- tajemnica Dźwigania Krzyża - cierniste krzewy wyrastające pośród głazów, są one coraz większe w miarę zbliżania się do krzyża.

Różaniec posiada cztery części. Zaczęto go budować zaraz po ogłoszeniu przez Jana Pawła II czwartej części Różańca. Zaliczą się on do jednych z pierwszych różańców tego typu w Polsce.
Podobny ogród znajduje się w sanktuarium Matki Bożej na Long Island.

## Studnia Dolnego Zamku
Na terenie ogrodu (50 m na wschód od nasypu Wysokiej Górki) znajduje się wejście do pochodzącej z najpóźniej XIV wieku studni zamkowej. W zależności od źródła, posiada ona średnicę od 2,1 do 2,7 m i głębokość od 45 do 60 m. Ocembrowana była ciosami z opoki. Niektóre źródła podają, że studnia prawdopodobnie została zbudowana przez jeńców tatarskich. Jednakże książę Daniel Halicki (za którego czasów powstała studnia) znajdował się w zależności lennej od chana krymskiego i to, że więził tatarów wydaje się mało prawdopodobne.
Studnia była czynna jeszcze przed I wojną światową i woda z niej była wykorzystywana m.in. do celów liturgicznych przez duchowieństwo prawosławne. Pod koniec XX wieku była już ona sucha co spowodował spadek poziomu wód głębinowych.
W latach 80. XX wieku wejście do niej nie było niczym zabezpieczone. Po śmiertelnym wypadku zamurowano je, a studnię ogrodzono. Podczas urządzania ogrodu została usunięta część naziemna studni, a otwór zabezpieczono płytą betonową. 
Studnię spenetrowano w 1996 roku, a rok później przebadano jej dno. Była ona przedmiotem badań w późniejszych latach, kiedy udało się ustalić, że powstała ona najpóźniej w XIV wieku i potwierdzono ślady napraw w okresie między XVII a XX w. 